# Регион Великих језера
Регион Великих језера у Северној Америци је двонационални канадско - амерички регион који укључује делове осам америчких држава: Илиноис, Индијана, Мичиген, Минесота, Њујорк, Охајо, Пенсилванија и Висконсин, као и канадску провинцију Онтарио. Квебек се понекад укључује као део региона, јер, иако се не налази у сливу Великог језера, налази се у сливу реке Сен Лорен, који је део континуалног хидролошког система који укључује Велика језера и на крају се излива у Атлантски океан. Регион се фокусира на Велика језера и чини историјски, економски и културни идентитет. Део региона такође обухвата област Мегалополиса великих језера.
Регион Великих језера има такво име због одговарајуће геолошке формације сливног подручја Великих језера, које обухвата Велика језера, омеђена сливовима на северу региона (Залив Хадсон), на западу (Мисисипи), на истоку и југу (река Охајо). На истоку, реке Сен Лорен, Ришеље, Хадсон, Мохок и Сасквехана чине лук сливова источно до Атлантика.
Регион Великих језера, за разлику од слива Великих језера, дефинише јединицу под-националних политичких ентитета дефинисаних од стране америчких држава и канадске провинције Онтарио, која обухвата слив Великих језера, и државе и провинцију које се граниче са једним или више Великих језера.

## Географија
Слојеви палеозоика су делови великог подручја сличних слојева дебљине стотине стопа. Ово слојеви падају благо ка југу од велике висоравни Лаурентинског горја источне Канаде. Данашње видљиво горје било је мали део исконског континента, а остатак се још увек налази под палеозоичким покривачем. Видљиви део био је последњи део исконског континента који је потонуо под напредујућим палеозоичким морима. Овај округ се може сматрати древном обалном равницом. Слабији слојеви истрошени су у под-паралелним појасевима доњег копна између узвишица и појасева отпорнијих слојева који се уздижу у узвишицама. Илустрације ове врсте облика нађене су у округу Великих језера.
Главни брдски појас или стрмину чини чврсти Нијагара кречњак/доломит, који је своје име добио по клисури и водопадима просеченим кроз узвисину поред реке Нијагаре. Нијагарина стрмина има релативно јак нагиб са стране према узвисини и дугачак благи нагиб са друге стране. Њен рељеф ретко је већи од 91 м и углавном је мали. Њен континуитет и њен контраст са придруженим низијама на доњим и горњим слабим слојевима чине важну карактеристику. Стрмина би лежала равно исток-запад да је нагиб слојева био равномеран према југу. Међутим, слојеви су донекле искривљени и тако је ток стрмине снажно конвексан према северу у средини, благо испупчен према југу на оба краја.
Стрмина почиње тамо где почиње кречњак/доломит, у западно-централном делу Њујорка. Тамо раздваја низије које одвајају језеро Онтарио од језера Ири. Криви се на северозападу кроз провинцију Онтарио до острвског појаса који дели Џорџијски залив од језера Хјурон. Одатле се пружа према западу кроз копнени крак између Горњег језера и језера Мичиген и југозападно ка уским тачкама које деле Зелени залив од језера Мичиген. Коначно, она бледи проређивањем кречњака и тешко јој се следе трагови преко реке Мисисипи.
Појава језерских базена у низијским појасевима са обе стране реке стрмине Нијагаре је абнормална карактеристика. Глацијална ерозија их је формирала кроз леднички нанос који омета нормалне изливне долине и искривљење коре у вези са или независно од ледничке плоче.
Горње језеро је различито од осталих језера. Већи део његовог базена заузима депресију у брдском подручју, независно од преклапања палеозоичких слојева. Западна половина слива заузима корито синклиналне структуре. Велика језера примају дренажу малог периферног копненог подручја, одвајањем воде од река које воде до залива Хадсон или залива Сен Лорен на северу и до Мексичког залива на југу. 
Три језера средње групе: језеро Мичиген, језеро Хјурон и језеро Ири су на практично истом нивоу.
Језера Мичиген и Ири су повезана мореузом Макинак са Макинак мостом која премошћује мореуз. Језеро Хјурон и језеро Ири повезани су рекама Ст. Клер и Детроит, а између њих је мало језеро Ст. Клер. Земљиште североисточно од река полако се подиже. Река Нијагара која повезује језеро Ири и језеро Онтарио, са падом од 99 м (49 м код водопада), сматра се да је новијег порекла, јер би старија река имала зрелу долину. Сматра се да је првобитна долина која је повезивала две депресије кроз Нијагарску стрмину била на садашњој рути канала Веланд и да је била потпуно испуњена ледничким наносом. Исто важи и за Сен Лорен, где можда није постојала оригинална долина. Сматра се да је река Онтариан, која је била претеча језера Онтарио, дренирала ка западу, а дренажа Сен Лорена створена је слегањем због тежине ледене плоче.

## Историја

### Пре-колумбијска историја
Палео-индијске културе биле су најраније у Северној Америци, са присуством у Великим равницама и Великим језерима од око 12 000. п. н. е. до око 8 000. п. н. е. Пре европског насељавања, Ирокешки народи су живели око језера Ири и Онтарио, Алгонквини су живели око осталих, као и низ других аутохтоних народних народа, укључујући Меноминее, Оџибва, Илиноис, Потаватмије, Хјуроне, Шоне, и др. Са првим сталним европским насељима почетком седамнаестог века, сви ови национални народи развили су широку трговину крзном са француским, холандским и енглеским трговцима у долинама Сен Лорен, Хадсон и Мохавку, односно у Хадсоновом заливу.

### Европско истраживање и рано насељавање
Очекивања од монопола за крзна и откривање легендарног Северозападног пролаза за Азију створила су спорадичну, али интензивну конкуренцију међу три најмоћније империјалне државе северозападне Европе да контролишу територију. Век и по поморских и копнених ратова између Француске, Холандије и Британије коначно су резултирали британском контролом над регионом, од реке Охајо до Арктика, и од Атлантика до Мисисипија. Изузев региона, северноамеричка потраживања и даље су предмет расправа у Британији, Француској, Шпанији и Русији.
Британија је одлучно победила Француску у бици на Аврамским равницама код града Квебека 1759. године, а Париски уговор (1763) којим је окончан Седмогодишњи рат, познат у Америци као француски и индијански рат, уступио је читав регион победнику. Индијански резерват је историјски појам за ово углавном неколонизовано подручје, издвојено у Краљевској прогласу из 1763. за коришћење од стране Индијанаца, који су га већ насељавали. Британска влада је размишљала о успостављању индијанске баријере - државе у делу резервата западно од Апалачких планина, омеђене рекама Охајо и Мисисипи и Великим језерима. Британске тврдње оштро је оспоравала конфедерација Индијанаца током Понтијакове побуне, која је проузроковала велике уступке још увек сувереним индијанским државама; и Ирокешком конфедерацијом, чијих шест држава чланица - Мохавк, Онеида, Онондага, Кајуга, Сенека и Тускарора - никада нису признавале суверенитет Британији или, касније, Сједињеним Државама.
Током америчке револуције, регион је био оспораван између Британије и побуњених америчких колонија. У Париском миру (1784) Британија је новонасталим Сједињеним Државама уступила оно што је постало познато као Северозападна територија, подручје ограничено Великим језерима, рекама Мисисипи и Охајо и источним колонијама Њујорк и Пенсилванија. Британија, која је можда имала амбиције да поврати то подручје ако Америка не успе да њима управља, задржала је контролу над својим тврђавама и лиценцирала трговину крзном петнаест година. Утврђеним трговинским и војним путевима преко Великих језера, Британци су наставили да снабдевају не само сопствене трупе, већ и широк савез индијанских држава преко Детроита, Форт Нијагаре, Форт Мичилимакинак, и тако даље, све док ове функције нису предате Сједињеним Државама након Џеј уговора (1794).
Током периода Конфедерације од 1781–1789, континентални конгрес је донео три уредбе чија је надлежност била нејасна у погледу управљања регионом на америчкој страни. Уредбом о земљишту из 1784. утврђени су широки обриси будућег управљања. Територија би била подељена на шест држава, које би добиле широка овлашћења за конституционално управљање и биле примљене у нацију као равноправни чланови. Уредба о земљишту из 1785. године прецизирала је начин на који ће се земљиште делити на територији, фаворизујући продају малих парцела насељеницима који ће радити на сопственим фармама.
Уредба о северозападу из 1787. године дефинисала је политичке протоколе по којима ће америчке државе јужно од језера ући у унију као политички изједначене са првобитних тринаест колонија. Уредба, усвојена у свом коначном облику непосредно пре писања Устава Сједињених Држава, била је визионарски предлог за стварање онога што је у то време било радикални експеримент у демократском управљању и економији. Уредба о северозападу из 1787. године забрањивала је ропство, ограничавала примогенитуре, налагала универзално јавно образовање, омогућавала приступачно пољопривредно земљиште људима који су га насељавали и побољшавали и захтевала је миран, законит третман индијанског становништва. Уредба је забрањивала успостављање државне религије и успоставила грађанска права која су наговештавала Америчку повељу о правима. Грађанска права су подразумевала искључење окрутних и необичних казни, суђење поротом и изузеће од безразложне потраге и заплене. Државе су биле овлашћене да организују уставне конвенције и молбе за пријем у државе једнаке првобитним тринаест (колонија). Пет држава је еволуирало из његових одредби: Охајо, Индијана, Мичиген, Илиноис и Висконсин. Североисточни део Минесоте, од Мисисипија до реке Ст. Кроа, такође је потпао под јурисдикцију и проширио је устав и културу Старог северозапада на Дакоте. Велики талас насеља створио је напетост која је кулминирала Битком за пало дрвеће (Battle of Fallen Timbers) 1794. године.
Британија, плашећи се да би брзо америчко насељавање могло довести до анексије њених западних провинција, супротставила се Уставном закону из 1791. одобривши ограничену самоуправу канадским провинцијама и створивши две нове провинције од Канаде: Доњу Канаду (данашњи Квебек) и Горњу Канаду (Онтарио).

### Развој транспорта
Насељавање и економска експанзија са обе стране убрзали су се након отварања канала Ири 1825. године, запањујуће успешног јавног подухвата који је ефикасно интегрисао тржишта и трговину између атлантске обале и региона. Регион са обе стране границе постао је велика лабораторија за истраживање и пројектовање пољопривредних машина и техника. Породичне фарме власника и оператера трансформисале су демографију и екологију у огроман терен пољопривредних површина, производећи првенствено пшеницу и кукуруз. У западном делу Њујорка и североисточном Охају, реке Сен Лорен, Мохавк и Хадсон пружале су излазе за комерцијални кукуруз и пшеницу, док је река Охајо омогућавала транспорт пољопривредних производа из западне Пенсилваније и јужног Охаја, Индијане и Илиноиса низводно до Њу Орлеанса. Рударство, првенствено меких метала бакра, цинка и олова; и дрвну грађу за снабдевање брзо растућих пилана које су снабдевале градом нова насеља.
Пољопривредна и индустријска производња генерисале су препознатљиве политичке и социјалне културе независних произвођача, који су консолидовали идеологију личне слободе, слободног тржишта и великих друштвених визија, често изражених у верским терминима и ентузијазмом. Савез региона против ропства са слободним кретањем допринео је трупама и пољопривредним производима који су се показали критичним у победи Уније.
Британско-канадска Лондонска конференција 1866. године, а затим и Уставни закон из 1867. године аналогно су изведени из политичких и неких војних превирања у бившој јурисдикцији Горње Канаде, која је преименована и организована у нови доминион као провинција Онтарио. Као и одредбе уредбе, Онтарио је забранио ропство, предвидео расподелу земљишта пољопривредницима који су поседовали сопствену земљу и наложио универзално јавно образовање.

### Имиграција и индустријализација
Индустријска производња, организација и технологија учинили су регион једним од најпродуктивнијих светских производних центара. Прото-монополи деветнаестог века као што су International Harvester, Standard Oil, и United States Steel успоставили су образац америчке централизоване индустријске консолидације и глобалне доминације. Регија је била домаћин највећих светских концентрација производње нафте, угља, челика, аутомобила, синтетичке гуме, пољопривредних машина и тешке транспортне опреме. Агрономија се такође индустријализовала у преради меса, пакованим производима од житарица и прерађеним млечним производима. Као одговор на поремећаје и неравнотежу моћи који су настали услед тако велике концентрације економске моћи, индустријски радници су организовали Конгрес индустријских организација, кохерентни пољопривредни задружни покрет, и прогресивну политику коју је водио гувернер Висконсина и сенатор Роберт М. Ла Фолет. Државни универзитети, професионални социјални рад и незапосленост и накнаде радницима били су неки од сталних доприноса америчке социјалне политике.
Регион Великих језера створио је глобално утицајна открића у пољопривредној технологији, транспорту и изградњи зграда. Универзитет у Чикагу и Универзитет у Кливленду (Case Western Reserve University) истакли су се у развоју нуклеарне енергије. Производња аутомобила истовремено се развијала у Охају и Индијани и усредсредила се на подручје Детроита у Мичигену. Покретна производна линија Хенрија Форда темељила се на регионалном искуству у преради меса, производњи пољопривредних машина и индустријском инжењерингу челика у револуцији у модерној ери масовне производње.
Чикаго и Детроит имају значајне улоге на пољу архитектуре. Чикаго је пионир првог небодера на свету, Зграде за осигурање, коју је дизајнирао Виљам Ле Барон Џени. Инжењерске иновације су од тада одредиле Чикаго као један од најутицајнијих епицентара савремене урбане и комерцијалне архитектуре. Једнако утицајан био је и изум израде оквира 1832. године у Чикагу који је заменио тешку дрвену конструкцију која је захтевала масивне греде и велику вештину обраде дрвета претходно резане дрвене грађе. Ову нову грађу могли су склапати пољопривредници и досељеници који су је користили за изградњу домова и штала широм западних прерија и равница.
Имигрант из Пенсилваније, рођен у Немачкој, Џон А. Реблинг, изумео је челичну жичану ужад, кључни део висећих мостова које је пројектовао и чију је изградњу надгледао у Питсбургу, Синсинатију и Бафалу, на основу ранијих успешних аквадуката на каналима. Његов најпознатији пројекат био је Бруклински мост. Доприноси савременом превозу укључују ране авионе браће Рајт, дизајниране и усавршене у њиховим радионицама у Дејтону, Охајо; препознатљиви шлепери Великог језера и железнички кревети изграђени од дрвених везица и челичних шина. Ири канал почетком 19. века и Сен Лорен морски пут (Saint Lawrence Seaway) средином 20. века проширили су обим и капацитет масивног воденог транспорта.
Највећи институционални допринос у региону су велике корпоративне, радничке, образовне и задружне организације. У региону су се налазиле неке од најутицајнијих националних и међународних корпорација касног деветнаестог и почетком двадесетог века монополског доба, укључујући John Deere Plow, McCormack Reaper, New York Central и Erie railroads, Carnegie Steel, U.S. Steel, Standard Oil.

### 20. век
Као резултат индустријализације, становништво се концентрисало на урбана подручја. Делом ради уравнотежења демократске заступљености са економском и политичком моћи ових корпорација, регион је био домаћин индустријским организацијама рада, консолидованим пољопривредним задругама и државним образовним системима.
Улога владе такође је порасла током раног 20. века. У сеоским подручјима већина људи је храну и прерађивачке производе добијала од комшија и других људи које су лично познавали. Како су индустрија и трговина расле, робу попут хране, материјала и лекова више нису производиле комшије, већ велике компаније. Током Другог светског рата регион је постао глобални епицентар моторизованих копнених возила, укључујући аутомобиле, камионе и џипове, као и главни добављач мотора, трансмисије и електричних компоненти за ратну ваздухопловну индустрију. Упркос екстремном недостатку радне снаге, регион је повећао механизацију и апсорбовао велики број жена и имигрантске радне снаге, да би повећао производњу хране.

### Производња
Пловни терен, пловни путеви и луке подстакли су невиђену изградњу саобраћајне инфраструктуре у целом региону. Регија је глобални лидер у напредној производњи и истраживању и развоју, са значајним иновацијама у производним процесима и пословној организацији. Рокфелеров Стандард Оил створио је преседане за централизоване цене, уједначену дистрибуцију и контролисане стандарде производа путем Стандард Оила, који је започео као консолидована рафинерија у Кливленду. Сајрус Макормик и други произвођачи пољопривредних машина консолидовали су се у компанију International Harvester у Чикагу. Производња челика Едруа Карнегија интегрисала је велике отворене и Бесемерове процесе у најефикасније и најисплативије светске млинове. Највећи, најопсежнији монопол на свету, U.S. Steel, објединио је производњу челика у целом региону. Многи највећи светски послодавци започели су посао у региону Великих језера.
Масовни маркетинг у модерном смислу рођен је у региону. Две конкурентске малопродајне компаније у Чикагу развиле су масовни маркетинг и продају путем каталога, дистрибуције путем поште и успостављањем својих робних марки као добављача робе широке потрошње. Природне карактеристике региона, културне институције и одмаралишта чине га популарном туристичком дестинацијом.
Предности приступачних пловних путева, високо развијена саобраћајна инфраструктура, финансије и просперитетна тржишна основа чине регион глобалним лидером у производњи аутомобила и глобалном пословном месту. Покретна линија за монтажу и интегрисана производња Хенрија Форда поставили су модел и стандард за главне произвођаче аутомобила. Подручје Детроита постало је светски аутомобилски центар са објектима широм региона. Акрон, Охајо је постао глобални лидер у производњи гуме, вођен потражњом за гумама. Преко 200 милиона тона терета годишње се превози Великим језерима.
Према Brookings Institution, ако би самостално стајала као земља, економија Великих језера била би једна од највећих економских јединица на Земљи. Овај регион такође садржи подручје које урбани планери називају Мегалополис Великих језера (Great Lakes Megalopolis), у коме се процењује да живи 59 милиона људи. Чикаго је трећи мегаград у Сједињеним Државама, након метропола Њујорка и Лос Анђелеса, са популацијом која користи метро која се приближава десет милиона. Градови дуж Великих језера имају приступ Атлантском океану кроз морски пут Сен Лорена, што их чини међународним лукама.

### Финансије
Чикаго је највећи економски и финансијски центар. Чикаго је проглашен четвртим најважнијим пословним центром на свету у MasterCard индексу светских трговачких центара. Индекс глобалних финансијских центара за 2017. годину рангирао је Чикаго као пети најконкурентнији град у земљи и двадесет четврти у свету. Чикашки трговински одбор (основан 1848. године) регистровао је прве стандардизоване терминске уговоре „којима се тргује на берзи“, а који су се звали фјучерс уговори.
Торонто је међународни центар за пословање и финансије. Генерално сматран финансијским центром Канаде, Торонто има високу концентрацију банака и брокерских кућа у улици Беј у финансијском округу. Берза у Торонту је седма по величини берза на свету по тржишној капитализацији. Пет највећих финансијских институција у Канади, заједнички познатих као Велика петорка, имају националне канцеларије у Торонту.
Осим Чикага и Торонта, и многи други градови су такође домаћини финансијским центрима. Главна седишта банака налази се у Охају.

## Највећи градови
| Редослед | Oбласт                      | Држава/провинција | Слика | Становништво 2009 | Предвиђено 2025 становништво | Пројектован раст 2009-2025 |
| -------- | --------------------------- | ----------------- | ----- | ----------------- | ---------------------------- | -------------------------- |
| 1        | Чикаго                      | ИЛ-ИН-ВИ          |       | 9.804.845         | 10.935.100                   | 1.130.255                  |
| 2        | Торонто                     | ОН                |       | 5.741.400         | 7.408.000                    | 1.666.600                  |
| 3        | Детроит                     | МИ                |       | 5.327.764         | 6.191.000                    | 863.236                    |
| 4        | Кливленд                    | ОХ                |       | 3.515.646         | 3.795.658                    | 280.012                    |
| 5        | Милвоки                     | ВИ                |       | 1.760.268         | 1.913.000                    | 157.732                    |
| 6        | Отава – Гатино              | ОН-КВ             |       | 1.451.415         | 1.596.556                    | 145.141                    |
| 7        | Гранд Рапидс                | МИ                |       | 1.327.366         | 1.530.000                    | 202.634                    |
| 8        | Бафало                      | ЊЈ                |       | 1.203.493         | 1.040.400                    | -163.093                   |
| 9        | Рочестер                    | ЊЈ                |       | 1.149.653         | 1.248.600                    | 98.947                     |
| 10       | Хамилтон                    | ОН                |       | 740.200           | 954.858                      | 214.658                    |
| 11       | Толедо                      | ОХ                |       | 672.220           | 672.220                      | 0                          |
| 12       | Каламазу                    | МИ                |       | 524.030           | 540.000                      | 15.970                     |
| 13       | Лансинг                     | МИ                |       | 523.609           | 547.325                      | 23.716                     |
| 14       | Киченер – Кембриџ – Вотерлу | ОН                |       | 492.400           | 635.196                      | 142.796                    |
| 15       | Лондон                      | ОН                |       | 492.200           | 634.938                      | 142.738                    |
| 16       | Форт Вејн                   | ИН                |       | 414.315           | 455.623                      | 39.366                     |
| 17       | Сент-Катаринс – Нијагара    | ОН                |       | 404.400           | 521.676                      | 117.276                    |
| 18       | Виндзор                     | ОН                |       | 330.900           | 426.861                      | 95.961                     |
| 19       | Саут Бенд-Мишавака          | ИН                |       | 319.224           |                              |                            |
| 20       | Ири                         | ПА                |       | 280.985           | Н/П                          | Н/П                        |

### Спорт
Велике професионалне спортске лиге попут Националне фудбалске лиге (НФЛ), МЛБ(МЛБ), Националне кошаркашке асоцијације (НБА), Женске националне кошаркашке асоцијације (ВНБА), Националне хокејашке лиге (НХЛ) и Главне фудбалске лиге (МЛС) имају тимске франшизе у неколико градова у региону.